# Cere (Žminj)
Cere (olaszul: Cere) falu Horvátországban, Isztria megyében. Közigazgatásilag Žminjhez tartozik.

## Fekvése
Az Isztria középső részén, Labintól 16 km-re nyugatra, községközpontjától 5 km-re délkeletre, a Žminj–Barban közötti út mellett fekszik. Több kisebb településből (Badnjevari, Barišini, Bošci, Čubani, Dohrani, Feštini, Gajmani, Haluzi, Hrljini, Jušani, Kinkeli, Pohmani, Rojnići, Žavori, Žgombini) áll.

## Története
Cere 1842-ig a žminji plébániához tartozott, ezt követően önálló káplánja volt, majd 1952-től önálló plébánia székhelye. 1880-ban 107, 1910-ben 206 lakosa volt. Az első világháború után a rapallói szerződés értelmében Isztria az Olasz Királysághoz került. Az 1943-as olasz kapituláció után szabadult meg az olasz uralomtól. A második világháború után Jugoszlávia, majd Jugoszlávia felbomlása után 1991-ben a független Horvátország része lett. Žminj község 1993-ban alakult meg. 2011-ben a falunak 142 lakosa volt. Lakói főként mezőgazdasággal foglalkoznak, néhányan a környező településeken dolgoznak.

## Nevezetességei
Szent Mátyás apostol tiszteletére szentelt plébániatemploma egy kis magaslaton áll. A templomot 1630-ban építették egy korábbi templom helyén, később többször átépítették. Nyitott fülkés harangtornya 1698-ban épült, benne két harang látható. Homlokzata elé 1968-ban loggiát építettek.

## Lakosság
| Lakosság változása | Lakosság változása | Lakosság változása | Lakosság változása | Lakosság változása | Lakosság változása | Lakosság változása | Lakosság változása | Lakosság változása | Lakosság változása | Lakosság változása | Lakosság változása | Lakosság változása | Lakosság változása | Lakosság változása | Lakosság változása |
| ------------------ | ------------------ | ------------------ | ------------------ | ------------------ | ------------------ | ------------------ | ------------------ | ------------------ | ------------------ | ------------------ | ------------------ | ------------------ | ------------------ | ------------------ | ------------------ |
| 1857               | 1869               | 1880               | 1890               | 1900               | 1910               | 1921               | 1931               | 1948               | 1953               | 1961               | 1971               | 1981               | 1991               | 2001               | 2011               |
| 0                  | 0                  | 107                | 136                | 163                | 206                | 0                  | 0                  | 212                | 215                | 162                | 167                | 154                | 147                | 132                | 142                |